# Ritratto d'uomo Grimani
Il Ritratto d'uomo Grimani è un dipinto a olio su tela (950,2x45,1 cm) di Tiziano, databile al 1512 circa e conservato nel Metropolitan Museum a New York.

## Storia
Dalle proprietà Grimani a Venezia, passò per varie mani, tra cui W. Savage a Londra e Altman a New York. Qui la vide Wilhelm von Bode che attribuì l'opera a Giorgione, mentre Longhi, Suida, Phillips, Morassi, Pallucchini e Pignatti parlarono di Tiziano. Fuori dal coro Richter, che ipotizzò Palma il Vecchio.

## Descrizione e stile
Da uno sfondo scuro emerge il busto di un personaggio maschile, col busto ruotato a destra e la testa, sovrappensiero, che ruota verso lo spettatore, sebbene lo sguardo sia abbassato e non cerchi un contatto. L'immediatezza della rappresentazione, ottenuta facendo sfilare al giovane il guanto, è tipica della ritrattistica di Tiziano. L'abbigliamento del giovane (una casacca nera sciallata che lascia vedere la camicia bianca plissettata sottostante) e la sua capigliatura (barba lunga, capelli a caschetto), rimandano alla moda degli anni dieci/venti del Cinquecento.
Le condizioni conservative della tela non sono buone, per le abrasioni; inoltre è stata decurtata nella parte inferiore: probabilmente il gomito sinistro poggiava su un parapetto, dando ancora maggiore enfasi al gesto di sfilare il guanto.